# Alimpij

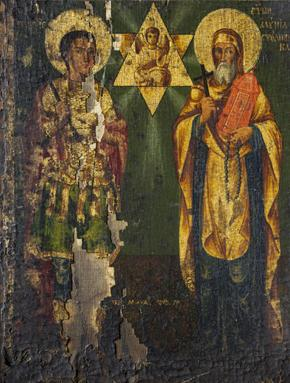
Alimpij och St. Georg.

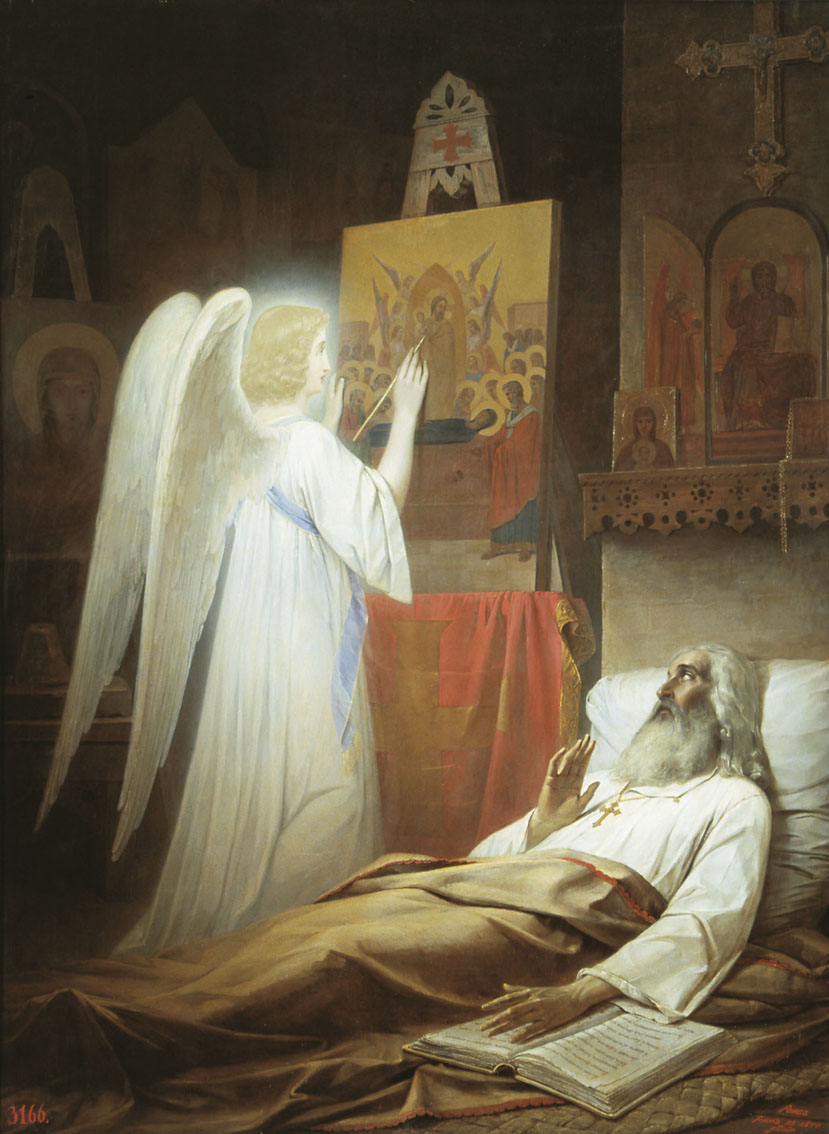
Ängeln målar ikonen.

Alimpij (ukrainska: Алімпій), död 1114, är den förste vid namnet kände östslaviske målarmunken från Kiev. Han gick i lära hos en grekisk målare. Hans namn förekommer i Paterik, skriven av en munk. Legenden berättar att ett under fick honom att träda in i Grottklostret i Kiev där han fortsatte sin verksamhet som målare. Han földelade sin inkomst åt fattiga, bidrag till klostrets underhåll och anskaffning av arbetsmaterial. Hans död är enligt legenden förknippad med ett under: en ängel lär ha fullbordat hans sista påbörjade ikon.